# Spring Fever
Spring Fever é um filme mudo em curta-metragem norte-americano de 1919, do gênero comédia, estrelado por Harold Lloyd.
Cópias do filme estão conservadas na George Eastman House, UCLA Film and Television Archive e BFI National Archive da British Film Institute.

## Elenco
- Harold Lloyd
- Snub Pollard
- Bebe Daniels
- George K. Arthur
- Ray Brooks
- Sammy Brooks
- Lige Conley
- Wallace Howe
- Bud Jamison
- Mark Jones
- Dee Lampton
- Gus Leonard
- Fred C. Newmeyer
- E.J. Ritter
- Charles Stevenson
- Noah Young